# Молодёжная (гостиница)
«Молодёжная» — гостиничный комплекс в Москве. Гостиница была построена для молодежных делегаций XXII Олимпийских игр, проходивших в Москве в 1980 году, и входила в систему БММТ «Спутник» ЦК ВЛКСМ.

## Строительство
Архитектура здания с видом на Останкинскую башню разрабатывалась в мастерской «Моспроект-2»" под руководством заслуженного архитектора СССР Н. И. Гайгарова. Гостиница представляет собой трилистник 24-х этажных зданий, объединенных стилобатом, включающим в себя зоны общего доступа и рестораны. По архитектурному замыслу, с разных точек и расстояний комплекс воспринимается по-разному. Проект был достаточно новаторским. Гостиница включала стандартные двухместные номера и номера молодежной категории на 1560 мест. В отдельной стилобатной части — ресторан с танцевальной площадкой и сценой на 400 мест, кафе самообслуживания на 500 мест, киноконцертный зал со стационарной киноустановкой и системой синхронного перевода. Зал ресторана был украшен многочисленными керамическими авторскими панно и фигурками представителей творческих профессий. Центральным элементом главного вестибюля является панно на тему дружбы молодежи разных стран, исполненное из смальты художником В. Фуксом. В память о Московской Олимпиаде 1980 года у входа в гостиницу установлены деревянные фигурки Олимпийского Мишки и мальчика «Спутника» — символа БММТ «Спутник» ЦК ВЛКСМ. Логотипом и товарным знаком гостиницы являются символические три ключа: от города, дома и сердца.

## Расположение
Гостиница расположена на севере Москвы — Дмитровском шоссе. Адрес — Дмитровское шоссе, д. 27, корп.1. Ближайшая станция метро «Тимирязевская» (Серпуховско-Тимирязевская линия), Монорельс, связывающий Дмитровское шоссе с Останкино и ВДНХ, станция метро «Петровско-Разумовская» (Люблинско-Дмитровская линия). Недалеко от гостиницы находятся Останкинская телебашня, ВДНХ и Ботанический сад. Рядом расположен лесопарк Тимирязевской академии и парк «Дубки».

## Характеристика отеля

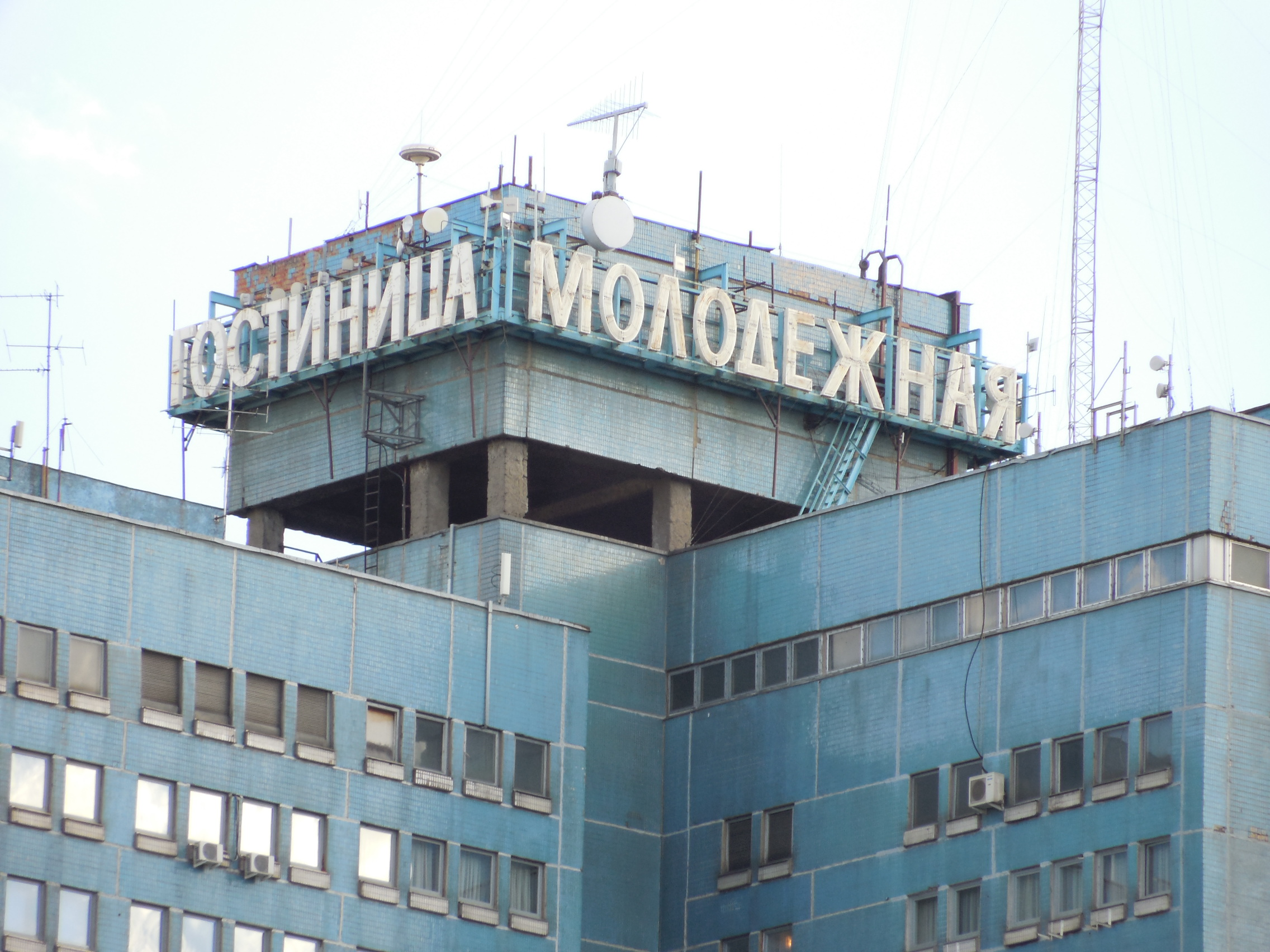
Советская газосветная вывеска "Гостиница Молодёжная", утраченная в середине 2010-х

В гостинице 24 этажа, из них 18 жилых.
Номеров 300.
- Люксов 30.
- Бизнес 74.
- Стандарт 121.
- Эконом 70.

## События в жизни отеля
Официальное открытие отеля состоялось 2 июня 1980 года. На нём присутствовал Валери Жискар де Стен, являвшийся в то время президентом Франции. Он встретился с молодежью СССР, Франции, Америки, Польши и Бельгии.
- 1985 год — прием делегатов и гостей XII Всемирного фестиваля молодежи и студентов.
- 1986 год — участие в приеме молодежных делегаций Игр Доброй Воли в Москве.
- 1997 год — прием гостей на праздновании 850-летия Москвы.
- 1989 год — дни Сирийской культуры и кухни в гостинице «Молодежная».
- 1990 — дни Российской культуры и кухни в отеле «Меридиан» (Дамаск).
- 2008 год — прием болельщиков футбольного клуба «Челси» в Финале Лиги Чемпионов УЕФА.
- 2019 год — гостиница официально переименована, новое название гостиница "Парк Тауэр".

## Награды
- 1998 год — международный приз Европейского клуба Лидеров Торговли «За качество».
- 1999 год — международный приз «За технологию и качество»[3].
- 1999 год — премия Правительства Москвы «Хрустальная ладья» за активное участие в реализации молодежных туристических программ[4].

## Международные сертификаты
- Знак качества и свидетельство соответствия потребностям туриста из КНР «China Friendly» — 2017 год.
- Сертификат государственного уровня, одобренный и поддерживаемый China Tourism Academy «Welcome Chinese».

## Факты
Во время приема молодежных делегаций в период Олипиады-80 на базе гостиницы был создан Клуб Интернациональной Дружбы, основной целью которого было укрепление деловых и дружеских контактов с международными молодежными организациями и движениями. Ярким примером служили советско-американское движение «People to people» и «Дети — творцы XXI века».
В 1982 году в ресторане гостиницы Московское объединение музыкальных ансамблей организовало вечернюю развлекательную шоу-программу с участием известных артистов эстрады, музыкальных и балетной групп. В репертуаре программы были песни и танцы народов мира. Постановкой программ занимались такие известные деятели как Марк Наумович Гурман — основатель варьете «Юрас перле», Сергей Захаров — руководитель ансамбля «Гжель» и другие. Программа пользовалась большой популярностью у москвичей и гостей столицы.